# Flaggenmast von Dschidda

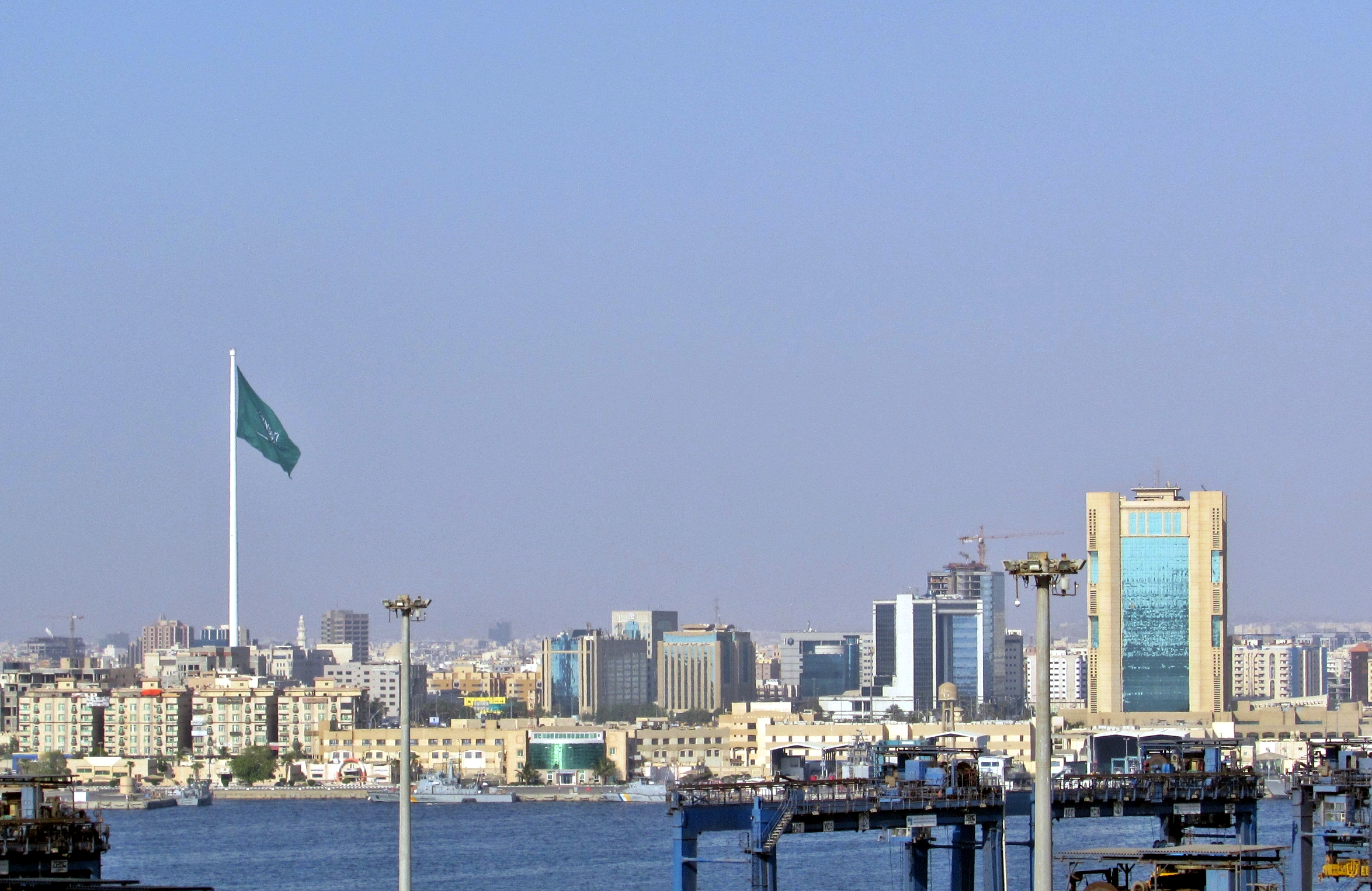
Der Flaggenmast von Dschidda

Der Flaggenmast von Dschidda (arabisch سارية العلم بجدة, DMG Sāriyat al-ʿalam bi-Ǧidda) ist ein 2014 vollendeter, 171 Meter hoher Flaggenmast in der saudi-arabischen Hafenstadt Dschidda. Er war bis 2021 der höchste freistehende Flaggenmast der Welt.

## Daten
Der Flaggenmast von Dschidda hat eine Höhe von 171 Metern. Damit löste er 2014 den 165 Meter hohen Flaggenmast von Duschanbe als höchster Flaggenmast der Welt ab. Am 25. Dezember 2021 wurde er von einem fast 202 Meter hohen Flaggenmast in der sich im Bau befindlichen neuen Hauptstadt Ägyptens übertroffen.
Der Flaggenmast von Dschidda steht zentral auf dem König-Abdullah-Platz, einem mehrspurigen  Kreisverkehr, und wurde am 23. September 2014, dem 84. Nationalfeiertag Saudi-Arabiens, eingeweiht. Er ist mit der saudi-arabischen Staatsflagge behisst. Die Flagge hat eine Abmessung von 49,5 Meter mal 33 Meter und damit eine Fläche von 1635 Quadratmetern. Sie wiegt etwa 515 Kilogramm. Der Flaggenmast wird durch dreizehn Strahler, die für die dreizehn saudi-arabischen Provinzen stehen, beleuchtet. Insgesamt wurden etwa 500 Tonnen Stahl verarbeitet. Der Schaft hat eine leicht konische Form, die sich von 4,1 Meter Durchmesser an der Basis zu 2 Meter an der Spitze verjüngt. Er enthält die technischen Elemente wie eine Wartungstreppe und den Mechanismus zum Hissen der Flagge.
Da der Flaggenmast unweit vom Roten Meer steht, ist er starken Winden ausgesetzt. Weil er außerdem in einem Erdbebengebiet steht, mussten besondere technische Schutzvorkehrungen getroffen werden. So verfügt er über einen rund elf Tonnen schweren Schwingungstilger, der aus drei Teilen besteht. Ein Dämpfer befindet sich auf 125 Meter Höhe, die anderen beiden sind in der Spitze untergebracht.